# 非關英雄
《非關英雄》（No Hero）是御我的小說，由天使出版社出版。是作者基於「揭發英雄的真面目」以及「英雄背後的管家的角度」來創作。
故事背景設定於《玄日狩》的幾年後，但亦可作獨立故事看待。

## 故事簡介
故事剛開始發生在2112年，號稱機械瘋狂的年代。
出生管家世家，立志成為優良管家的吸血鬼朝索‧安德利斯，某天夜裡與一名少年相遇，因互有好感而成為其少年日向夜的管家；在得知主人為四大英雄「玄日」後，以身為英雄的管家感到光榮。敘述兩主僕所遭遇到的冒險、困難。

## 登場角色

### 主角家
朝索·安德利斯（朝索·艾勒西）
第五代吸血鬼，據書中所述為世間尚存最古老的吸血鬼，四代以前皆屬傳說。
亦是歷史最悠久的管家世家─艾勒西家族實際的族長，世上僅存的艾勒西血統。父親為了保護他，沒有生下其他孩子。父親死後，只有他擁有純正艾勒西血統，這也是其中一個仍能留在家族的原因。母親是安德利斯家族的大家長艾薇席拉夫人，父親則為艾勒西家族的族長。由父親撫養長大，更活在了父親的保護下，故此比起吸血鬼更像是一個人類，甚至比人類還溫和無害。
雖然是吸血鬼，但朝索並不擅長戰鬥，亦不擅長運用血能，戰鬥時較常以血能化成兩把西洋劍戰鬥（朝索本人稱此為「主人的休閒活動」，包括泰拳等具防禦和攻擊的運動），成年特殊能力是極速。
繼承了父親的艾勒西族長之位，但朝索卻因不想讓自己的吸血鬼身份影響家族而離去（其實是藉口，真正的原因很多，主要是對沙蒂娜的感情），並把管理家族的權力與責任交給表妹沙蒂娜，沙蒂娜過世後交給柯帝士(但到最後又回到朝索手上)。
因緣際遇之下在街頭碰上安向夜，自此成為阿夜的管家，兩人此後結下了“安德利斯（endless，無盡的）契約”的主僕關係。
十分敬愛自己的父親，即便父親逝世 60 多年後仍然難以忘卻失去他的傷痛，更常常在心裡憶起，要是父親知道自己做錯了事會怎麼責備他；對沙蒂娜亦有深厚的感情，曾說過他要是親眼看到沙蒂娜在他面前死亡會發狂。雖然沙蒂娜是他昏迷的一年中去世，得知消息的他還是將自己關在家族城堡裡自己的房間不吃不喝一陣子，直到日向夜叫他回去。
因為父親要求他「不要成為羊群裡兇猛的獅子」（言下之意就是不要過於顯露自己的力量），所以每次出手戰鬥都會有所顧忌，不會用全力，但在服用麻醉劑後，就會變得衝動和好戰，戰鬥時也就不會所顧忌。為了追求力量，喝下伊薩特贈予阿夜的神祕藥水，卻在陰錯陽差下獲得不用睡覺的能力 (實則為擁有更多時間)。
得到了岳神父所給予的十字架後貌似變得更強了。
在自己的〝大家庭謊言〞中設定裡為二哥。 對他來說,麻醉劑就是興奮劑,可強化戰鬥意志及戰鬥力。
在第9集尾聲，日皇把日家的一切財產和太陽聯盟53%股票以信託模式放在朝索身上。
視柯帝士為自己的兒子
在御我的後記似乎最終與孤蝶在一起
日向夜（安向夜）
雙重人格，天真無邪的好弟弟及冷酷無情的玄日，他知道兩個人格的存在，也能自由切換。
一個乖乖牌大學生，畢業於斜陽市向陽大學格鬥系。身手也是非常的強，因為是從格鬥系畢業，有時候稍微出一下手也不太顯眼。
喜愛武器改造，曾將一般的學生側背包，改為放置許多改造武器包包，外表看起來完全正常。
吃東西是一般人的五、六倍，動作優雅，速度快轉十倍。更是需要吃多人份的食物。
是第一個真正把朝索當成管家的人。多次遇上危險時，也是堅持當初的承諾，不讓朝索上場為自己戰鬥。第二集的人質事件中，為了轉移綁匪的注意力，朝索與樂音一起“變臉（吸血鬼的能力之一）”打鬥，事後日向夜責備了樂音，可見他十分堅持不讓朝索戰鬥。
日皇的弟弟。最愛哥哥，最好的朋友為伊薩特。
貌似喜歡稀奇古怪的東西。先前伊薩特帶回了一條冰封的、古怪的蟲，卻好像頗喜歡這條蟲。
可以從朝索零點零幾公分的表情改變中看出情緒。
裡身分是死神英雄玄日。骨子裡有著最終的命令：保護哥哥。因此，第八集當朝索攻擊日皇時，出現並阻擋了朝索。為了保護哥哥與朝索對立，但是以日向夜的人格來說他非常地痛苦。
在第六集最後〝安向夜=日向夜〞的身分在利德設計下曝光，本來與晨星市代表的票數不相上下，被得知是日皇的弟弟後票數一落千丈。
預定妻子是荊棘，在救出她後就決定了要讓荊棘當自己的未來妻子。第二順位為波賽帝（波賽蒂）。他與荆棘生有一對龍鳳胎，以及眾多子孫。
在朝索的〝大家庭謊言〞設定裡為六弟，個人似乎覺得非常有趣。
永生 只需要替換機器人
曾為日再延的死感到沮喪 而結束了日向夜的生命
日留睿死後也感到沮喪 說了要開始下一個人生 想當日家代理人
荊棘
天茶叔的女兒。
阿夜於非關英雄第一集中的綁架事件救回荊棘，並答應與她結婚。
與未婚夫阿夜相差十歲，雖然恨不得立刻就嫁給阿夜，天茶卻表示要十八歲才可以嫁人。因此她一直在等長大後嫁給阿夜。與阿夜生有一對龍鳳胎及眾多子孫。
因為母親早逝，與父親天茶相依為命之下，也非常的懂事，比一般的孩子都能理解事情。八歲就已出入廚房。
在朝索的〝大家庭謊言〞設定裡為七妹。
天茶叔
身材高大，皮膚略為黝黑。
安向夜的保鑣隊長，也是阿夜的未來岳父。
疼愛荊棘，是個愛女兒的好爸爸
在朝索的〝大家庭謊言〞中設定裡亦為父親。
小谷
阿夜的保鑣隊隊員。
胃口很大。
經常被眾人吐槽。
在朝索的〝大家庭謊言〞設定裡為老四。
五月
阿夜的保鑣隊隊員。
愛做瑜伽。
被小谷戲稱小美（May）。
在朝索的〝大家庭謊言〞設定裡為老三。
樂音
第八代吸血鬼。
本名妃蘭朵，上血親是她的愛人，卻在給予她初擁後一年半，因為消耗大量血能讓她變為吸血鬼，在覓食的村子裡被教會狙殺死亡。在那之後，她發狂將請來教會的村子滅了，在這時才發現自己已是一個怪物。
喜歡好男人，對日皇著迷可能因為與自己已死的愛人長相相似。
如同一般吸血鬼，艷麗無比，身材火辣。
一開始是因為喜歡日皇而應徵成為安向夜的管家，不久後卻被解雇離去，後來在朝索穿針引線下得知是因為阿夜希望讓她回到日皇身邊做事。但最後也沒有到日皇身邊去。
現在為安向夜當殺手，按本人的說法則是「掃清少爺面前的一切敵人」。
在朝索的〝大家庭謊言〞設定裡被設為二十歲的五妹。岳剛稱，雖然不像二十歲但是身材很好。
現輔助朝索一同管理太陽聯盟

### 安德利斯家族
艾薇席拉．安德利斯
朝索之母，但將剛出生的朝索以高價賣給朝索的父親。
第五代吸血鬼，個性頗為冷血，過長的生命讓她極度厭惡別人離她而去。
朝索曾一度回安德利斯家暫住，但希望離開時遭艾薇席拉施以酷刑。
於第四集被玄日殺死。
弓鳳香
艾薇席拉的下血親（即第六代吸血鬼）。
樣貌甜美，個性冷血而頗具心機。
如一般下血親般對上血親艾薇席拉極為服從。
克雷爾
艾薇席拉的下血親（即第六代吸血鬼）。
如一般下血親般對上血親艾薇席拉極為服從。

### 艾勒西家族
歷史最悠久的管家世家。
世上有點名望的家族都有艾勒西家族的管家，甚至還有一句話是這麽說的：『沒有擁有一名艾勒西家族的管家，就不算是真正的世家大族。』
朝索·艾勒西（朝索·安德利斯）
艾勒西家族實際的族長，欲知詳情請見#主角家
沙蒂娜．克理斯多夫
艾勒西家族的代理族長，朝索的表妹(朝索姑姐的繼女，故兩人沒有血緣關係)，柯帝士的祖母，年輕時曾經差點用一把拆信刀殺了朝索。
曾把兩名性騷擾她的雇主打到進醫院，故被稱為「火爆女管家」。
在朝索離開家族後，與其保標結婚，但丈夫在兒子出世不久便離世，兒子和媳婦也在柯帝士幼年時因車禍而離世，晚年與柯帝士相依為命。
一生鍾情於朝索，在朝索被艾薇席拉一度監禁時救了朝索，一直十分支持、保護他。
後在朝索昏迷的一年中辭世，十分慶幸朝索不用看著她死亡。
保護朝索的原因是想守護他溫暖的笑容。
柯帝士．克里斯多夫
沙蒂娜唯一的孫子，並受她委任為家族下任代理族長。
論輩分朝索是他舅公，視他為父親般存在，但兩人實際上沒有血緣關係。
曾被弓鳳香變成血僕。
知道沙蒂娜對朝索的感情，所以相當不滿朝索丟下沙蒂娜離開家族，並懷疑沙蒂娜其實並不愛他的祖父。不過之後在聽到沙蒂娜與朝索的解釋，以及在沙蒂娜去世後朝索的坦白獲得解答。
保護朝索的原因是不想看到他痛苦的笑容。
很關心朝索，每天會問他是否有事。對朝索有事也不會求助於家族十分不滿。
當朝索的管家時謙恭有禮；當艾勒西的代理族長時則魄力十足，對於兩種截然不同的角色他調適得非常良好。
凱伊索‧艾勒西
艾勒西家族的前族長，朝索的父親。曾為伊·艾克斯的管家。欲知詳情請見#外篇的角色
東方累
柯帝士的貼身管家，性質更像是秘書，對柯帝士言聽計從。本人是異鬼的一員。
原本對朝索懷有敵意，經過第八集的短暫相處後似乎有所改觀，甚至為族長服務而感到自豪。
紅領結部隊第一大隊隊長。
與柯帝士的二女兒結婚，生下東方誠的父親，為東方誠的祖父。
東方誠
現為紅領結部隊統領。
為東方累的孫子。
外表與東方累相像，但個性卻大不一樣 為活潑的青年。
據說在老婆懷孕時，丟下老婆，放下手邊任務 直衝半個地球來稟告族長。

### 太陽聯盟
掌控了全球大部分經濟動脈的最大聯盟，而太陽聯盟的領袖也被認為是地球上最大的權勢，掌控全世界百分之三十的經濟。
日向炎
日向夜同母異父的哥哥，是控制全球經濟命脈的太陽聯盟之主－－世人稱無冕之皇「日皇」。
擁有一頭璀璨的金髮及紅寶石般的瞳色，舉手頭足間散發著王者風範。
私下卻極度溺愛弟弟，立志掃除一切危害弟弟或惹弟弟不高興的人與事物。
武器為掌心雷，槍法極佳，被安特契喻為「神槍手」。
凱爾
日向炎的總秘書，朝索稱其為「總管」，雖然常反駁，但自己也默認為是秘書兼管家，被稱為「日皇的右手」。患有讓身體鈣化的遺傳性疾病。
在朝索的〝大家庭謊言〞設定裡，被設為大哥。
安特契
藍髮，阿夜的主治醫生兼改造者，被阿夜當成父親看待，並稱其為「安特契爸爸」，三十多歲。
終極實驗狂，常常實驗到廢寢忘食﹝導致日向夜每隔一段時間就必須敲昏他，免的他睡眠不足死在實驗室裡﹞天天與屍體為伍，興趣是解剖研究屍體。
艾爾利安
阿夜的高中同學，也被阿夜稱為艾爾哥，日皇的貼身保鑣。
曾是特戰班的學生。
白蓮月
面貌陰柔美麗，喜愛日向炎的雙性戀者，與他在學生時代早已認識，男性，前紫月盟盟主，白蓮星的養父，目前為日皇的秘書，被稱為「日皇的左手」。專門處理一些上不了臺面的東西。

### 玄日狩
日向夜與日皇(日向炎)為主軸的故事，時間為日向夜高中時期，非關英雄是後來的作品。
愛羅伊
阿夜的高中同學
身分：特戰班學生之一
一句話性格：愛美男子和美少年的暴力女
容貌：粉紅發紅眼的短發俏麗女孩
武器：兩個巨大的球槌
口頭禅：「阿夜~你真是太可愛了！」
伊萊
阿夜的高中同學
身分：特戰班的學生之一
一句話性格：容易被人遺忘的角落冰塊
容貌：淺綠發銀眼的冰塊
武器：飛刀&讀心術
口頭禅：「……」
在畢業後成為日皇的保鏢。
死
身分：戰鬥班遲遲無法畢業的留級生
一句話性格：爲求勝利，不擇手段
容貌：短黑發綠眼，臉孔十分清俊到有點不男不女的境地
武器：金屬靴
口頭禅：「贏，就是一切。」
白蓮星
身分：第二大經濟組織聯盟紫月盟盟主的養子(白蓮月從遠房親戚中領養回来的)，日向夜的同學
一句話性格：自傲的公子哥兒
容貌：黑髮紫眼，喜穿中國風服裝
武器：兩把三叉戟
口頭禪：「我和你們是不同世界的人」
在白蓮月成為日皇的秘書後，接管紫月盟和家族，但白蓮月仍在喑中掌控家族勢力。
阿納伊
身分：葉蘭學院的校長
一句話性格：只要利益不要臉
容貌：道骨仙風的老人
武器：「纏」字訣
口頭禅：「你看這樣好不好？」

### 四大英雄及相關人物
【死神】玄日
真正身分為安向夜（即日向夜）。
原本的稱號為「鋼鐵翅膀玄日」，在伊‧艾克斯挾持人質事件後才改成現在這個稱號。
有著一頭銀色短髮，穿著紅色緊身衣、牛仔褲、護目鏡及長靴，武器是極大且極重的死神鐮刀。
雖然外表看不出來，但其實是個半機械人。玄日的全身骨骼以流質金屬構成，腦中植入芯片，可以在腦中上網搜尋資料，背上可伸出金屬翅膀，指甲可伸縮，頭髮為類似鞭子的能量武器。
戰鬥力極強，能與千歲吸血鬼伊．艾克斯平分秋色。
於斜陽市的「勢力範圍」為東方，最討厭的犯罪活動為欺負老弱婦孺（尤其是孩子的母親）。
礙於身份關係，通常不說話，不過英雄格言是??
季洛初
裏身份為初風。
擁有一頭沉金頭髮，樣貌溫文好看。是X-Killer店員季洛倫的哥哥。
職業為攝影師，某次在X-Killer找來日向夜做模特兒。
【貴公子】初風
真正身分為季洛初。
穿著為白色西裝，臉上有半邊面具，聲音經過偽裝，左手手臂曾被改造。武器為能量鞭。
是樂音的偶像。
於斜陽市的「勢力範圍」為西方，最討厭的犯罪活動為毒品交易。
在第二集時差點被伊·艾克斯殺死
```
英雄格言：「為了利益就可以輕易毀掉他人乃至於全世界的人是最不可饒恕的！」
```

阿大
季洛初的大學同學兼同事兼英雄助手。
亞恒
裏身份為龍安。
日向夜的同班同學。
擁有褐色短髮，性格頗穩重。
曾為初風所救，視之為救命恩人。
【狂獸】龍安
真正身分為阿夜的同班同學亞恒。
雖然外表狂暴，但性情沈穩，不會隨便動用武力。
因在同學的人體實驗擔任實驗體，血管中流著一半人，一半狼人的血。晚上可自行變身成龍安的模樣，早上也可以用藥物變身，但是副作用會使他瘋狂。平常則是個平凡大學生。
於斜陽市的「勢力範圍」為南方，最討厭的犯罪活動為欺負動物。
```
英雄格言：「不准欺負牠！」
```

【女爵】孤蝶
真正身分不明。(可能為音樂人林叮)
身穿緊身衣，臉上戴蝴蝶形狀面具。雙腿曾被改造，武器是雙槍（一把能量槍，一把傳統手槍）。
於斜陽市的「勢力範圍」為北方，最討厭的犯罪活動為欺負女性。
```
英雄格言「只要繳械就饒了你。強姦犯？剁掉！」
```

### X-KILLER
歐爾佳
X-KILLER女店長，作中性打扮，性格豪邁。
姬兒
X-KILLER女店員
崇拜的英雄是初風
季洛倫
季洛初的弟弟，X-KILLER的店員。
喜歡伊薩特打的擂台賽.崇拜的英雄是龍安

### 非人
指的就是像吸血鬼、狼人、石像鬼等在一般人觀念中只存在於傳說的生物，在「非關英雄」的世界裡，這些生物都是存在的，但這些生物大多數都會遭到教會的追殺。
白石
樂音稱之大石哥
石像鬼，為斜陽市非人的領袖。
擁有鷹首、一身亮麗的鱗片與巨大的翅膀。
白天時身體如普通石頭般脆弱，晚上則強大無比。
波賽帝（波賽蒂）
職業:非人餐廳-俳的老闆
人魚。擁有於非人中亦相當罕見的雙性徵。
喜歡日向夜（或者該說喜歡日向夜的天使形象）。
伊·艾克斯
超過千歲的吸血鬼，被教會追殺上千年，最終與日皇合作，以假死了結除罪所的千年追殺。
從未說出自己是第幾代吸血鬼，但朝索曾述「能夠在教會追補下存活長達千年，任何代數的吸血鬼都會說自己做不到」。
朝索多年好友，亦父亦兄的存在，亦是其第一個接觸到的吸血鬼，曾教朝索如何使用血能。是朝索父親凱伊索過去的雇主之一。最重視的人為童小爱。
戰力非常強勁，血能色濃近黑，朝索曾形容他「完全不在意血能的消耗」。
戰鬥力與半機械人玄日不相伯仲。
曾是不問世事的老派吸血鬼，但科技改變了世界後，為了躲避教會的追捕，學會了融入人群，懂得用電郵和電話聯絡。
受不了朝索的軟弱個性，十分喜愛用言語激怒朝索。
除了憤怒和笑容，不喜歡在他人面前露出其他表情。
葉仁
夜人。
職業:計程車司機，技術高超。
因為希望被需要而應朝索要求成為日向夜的專屬司機(實習中)
日向夜對他的觀感:好酷!

### 教會
追殺非人的組織 有強大的武力和高科技器具 三大聯盟之一
辛.賽門
除罪所的首領，追捕伊．艾克斯就是他的職責。
事實上「辛」只是個職位名稱，不是人名，只要是當上這個職位的人，從此都要改名為「辛」只能留下姓氏。
約一百年前，有一名強大的辛曾抓到伊．艾克斯，因為「辛」終究是個人類，會死亡、衰老，教會認為強悍是會遺傳的，為了培養出一個強悍的「辛」，
而採用人工授精的方式，所以有很多「候選人」，然後挑選出最強悍的成為「辛」，其餘的人則被稱為備胎。例:亞利克斯.賽門
安西歐
除罪小組安西歐的領隊。
似乎有對日向夜動手動腳的癖好。
伊娜
除罪小組安西歐的成員。
冷冷的修女模樣除罪組人員。
曾被樂音抓走一段時間，後來因被誤會而被流放到斜陽市的教會中。
岳神父
本名岳勁。
岳剛的父親。
在斜陽市一間小教會中擔任神父，知道朝索是吸血鬼。
未婚，卻與岳剛之母生下岳剛。
曾贈予朝索一本逆十字封面的書和一隻銀製十字架。
實力相當驚人；在沒有盾牌的情況下，只是不斷左右閃躲，便躲過槍林彈雨。
亞利克斯.賽門
職業是一名神父。
晨星市代表人物，在都市代表人物選拔比賽時起初和安向夜票數僵持不下，但後來安向夜和日皇的關係曝光後，
安向夜人氣直落以十二萬票贏過安向夜。
和安向夜合拍電影。
安向夜對他的觀感:好像是個好人。
因姓氏的關係，被朝索懷疑就是辛.賽門本人。其實是辛的備胎。

### 其他角色
岳剛
於第二集時初出場、「誤認」朝索為吸血鬼的警察。
曾被樂音與作者誤稱為『浴缸』。
由於經常要給自己添置武器及保護衣物、器具，所以經常餓個好幾天，然後找朝索請自己吃飯。
視朋友為兄弟，對朋友很講義氣，曾幫朝索與日向夜在除罪組前開脫。
在第五集中發現朝索真的是吸血鬼而十分生氣，在第六集中原諒了他。
李奇
菜市場賣雞肉的攤販。
於第二集時出場，是個人高馬大且十分豪爽的年輕人。
第六集時被朝索救了一命，後來被懷孕的老婆以離婚威脅，從此給朝索買雞肉打對折。
羅葉
於第七集出場，居住在晨星市，年齡約50左右。為日向炎的生父及日向夜的叔叔。(詳情請參考玄日狩第五集)
金髮及紅寶石般的瞳色。和日基言為同父異母的兄弟，長像極為相似。因誕生自己的母親身分較為低下，而從母姓。
深愛著阿夜的母親，自稱自己是阿夜的父親(在一開始便知道自己並非阿夜的生父，而日皇才是自己的親生兒子，自己卻裝作不知情)。最終被日皇槍殺而死。
是教會想要的罪犯。在P29裡被關了二十多年，本人似乎不喜歡這個說法，說自己是『躲』在P29裡。
艾洛琳
日向炎和日向夜的生母，遺傳學專家。被羅葉暱稱為『琳琳』。
跟阿夜長得十分相似。有著一頭柔順的銀白色長髮。
和羅葉兩人相愛，但因日基言對他们的種種作為而被逼分離，嫁給日基言，原想用腹中的阿夜復仇，後來後悔了，想生下阿夜後帶著阿夜逃走，但卻難產血崩死亡。直到死前都在猶豫是否向日基言說出事實(害怕日基言會藉此發現日向炎的身世而加害他)，但最後仍未說出口便離世。

### 向陽大學
利德
武器:鋼筆
職業:兼差殺手的人類學教授
名言:人與非人的差別就是沒有差別!
曾化名為『焦壽』，聘請伊薩特一同尋找聖經上的實驗室。
倪采
職業:醫生，應利德請託成為向陽大學醫學系教授
在第六集中和利德綁架安向夜及朝索
安向夜對他的觀感:殺掉!

### 活躍於《玄日狩》的角色
日向炎
欲知詳情請見#太陽聯盟
日基言
名義上是日向炎、日向夜之父，然而實際上是阿夜的父親，日向炎的伯父。
因為阿夜母親的設計和報復，讓日基言以為阿夜是羅葉的孩子，日向炎是自己的兒子，最後於《玄日狩》第五集終段得知真相，而後死於日向炎槍下。
凱爾
欲知詳情請見#太陽聯盟
安特契
欲知詳情請見#太陽聯盟。
艾爾利安
欲知詳情請見#太陽聯盟
白蓮月
欲知詳情請見#太陽聯盟
伊薩特
阿夜的高中同學。是個人見人怕的大力王，曾因不小心喝下安特契所調配的藥而力量大增，與阿夜頗為要好。
橘色刺蝟頭，藍色眼睛，左臉上帶龍型刺青。
愛蘿伊
阿夜的高中同學。雖然身為女性，卻擁有可怕的力量。髮色為粉紅色，喜歡美男子和美少年。
和艾爾利安同為特戰班學生。
伊萊
阿夜的高中同學。武器為飛刀，擁有讀心術，和愛蘿伊為戰鬥時的夥伴。
和艾爾利安同為特戰班學生。
DSII
阿夜的複製改造人，機器人格可以轉移到阿夜的座車上，也可以變身成玄日。設定為10歲。
因阿夜關掉情感開關，而安特契為了測試恢復的方法而製造出來的。
小愛
阿夜的掌上型虛擬戀人機，擁有自我意志，是阿夜的女朋友。

### 外篇的角色
凱伊索‧艾勒西
艾勒西家族前族長，朝索的父親，對兒子過度保護，因而從未結婚，藉此讓朝索成為最後一個擁有艾勒西血統的人，讓家族的力量保护他吸血鬼的身份。曾為伊‧艾克斯的管家。
可以微笑拿著槍指著伊‧艾克斯。

## 名詞介紹
斜陽市
本書較主要的場景之一，人口為六百萬人，非人人口約為三萬人，比例是兩百比一。被稱為非人的大本營。
其中保護斜陽市較為著名四大英雄，『死神玄日』(安向夜)、『貴公子初風』(季洛初)、『狂獸龍安』(亞恆)、『女爵孤蝶』。
晨星市
秩序十分優良的城市，因此許多企業(有教會)的總部設置在此。由於壓力過大，同時也是世界上自殺率極高的地方。
除罪所
追殺犯罪非人的組織。
對吸血鬼尤其厭惡，甚至可能在看見吸血鬼時不分由說地狙殺。
第三集時曾派除罪小組到斜陽市尋找伊．艾克斯。
血能
吸血鬼特有的技能，以自身的血液做為武器攻擊，也可用來防禦。(朝索最常用的血能是西洋劍)
P29
國立精神病院第二十九號NationalPsychiatricHospital29th。
SCIP
國際犯罪刑警組織底下的特別犯罪部門Special Crime Department of International Police Organization。
NC小組
非人犯罪小組Nonhuman Crime Team。

## 書籍列表
| 卷數 | 標題             | 發行日期       | ISBN                   | 封面人物 內頁獨白 | 插圖畫家 | 備註欄 |
| ---- | ---------------- | -------------- | ---------------------- | ----------------- | -------- | ------ |
| 1    | 吸血鬼管家       | 2008年7月1日   | ISBN 978-98-6-668815-7 | 朝索·安德利斯     | 山鬼     |        |
| 2    | 死神英雄         | 2008年11月27日 | ISBN 978-98-6-668826-3 | 安向夜(日向夜)    | 山鬼     |        |
| 3    | 非人殺手         | 2009年2月5日   | ISBN 978-98-6-668843-0 | 樂音              | 山鬼     |        |
| 4    | 吸血鬼古堡       | 2009年7月9日   | ISBN 978-98-6-668860-7 | 亞恆              | 山鬼     |        |
| 5    | 墮落天使         | 2010年2月2日   | ISBN 978-98-6-668884-3 | 季洛初            | 山鬼     |        |
| 6    | 天國地獄         | 2010年12月14日 | ISBN 978-98-6-621929-0 | 孤蝶              | 山鬼     |        |
| 7    | 終結與開端(上卷) | 2012年4月24日  | ISBN 978-98-6-621998-6 | 利德              | 山鬼     |        |
| 8    | 終結與開端(下卷) | 2013年4月2日   | ISBN 978-98-6-594531-2 | 日向炎(日皇)      | 綠川明   |        |
| 9    | 無盡日夜         | 2015年7月21日  | ISBN 978-98-6-594567-1 | 朝索·安德利斯     | 綠川明   | 完結篇 |

## 外部連結
- 御我自白書 （页面存档备份，存于）